# Montanoa ternifolia
Montanoa ternifolia là một loài thực vật có hoa trong họ Cúc. Loài này được (Hemsl.) Sch.Bip. ex K.Koch mô tả khoa học đầu tiên năm 1864.